# Blaugies
Blaugies est une ancienne commune de Belgique fusionnée avec Dour.

## Évolution démographique
- Sources : INS, Rem. : 1831 jusqu'en 1970 = recensements, 1976 = nombre d'habitants au 31 décembre[3].

## Histoire
Blaugies est un point culminant de l'entité de Dour, elle fait intégralement partie du parc Naturel des Hauts-Pays.
En 1110, l'église de Blaugies qui n'était alors qu'un secours de la paroisse de Dour fut donnée à l'abbaye de Saint-Ghislain par l’évêque de Cambrai.
Au XIIe siècle, Blaugies se répartissait alors entre deux seigneuries possédant droit de justice :
L'une appartenait à l'Abbaye de Saint-Ghislain et l'autre était la propriété des seigneurs de Blaugies. Cette seigneurie passa, par mariage, dans le giron de la famille Hénin-Liétard, seigneur de Boussu.
Au centre du village se dressait une forteresse, remplacée en 1720 par un château construit à la demande de la famille Hénin-Liétard. Ce château a subi depuis de nombreuses affectations, entre autres au XIXe siècle, il est transformé en pensionnat et externat par les Ursulines françaises.
En 1952, le bâtiment est repris par "l'Entraide protestante" qui l'aménagea en un home pour réfugiés, vieillards, malades et infirmes. Ce home existe toujours sous le nom de "Bienvenue".
Le 11 septembre 1709, le prince Eugène remporta sur les Français, à Blaugies, un succès préalable à la bataille de Malplaquet. En 1779, le village reçut le hameau français du Coron détaché de Hon-Hergies, du moins au niveau de l'administration civile. Il fallut attendre 1889 pour qu'il en soit de même sur le plan paroissial.

## Patrimoine et culture

### Patrimoine architectural

#### L'église Saint-Aubin
L'église paroissiale de style ogival dédiée à saint Aubin date du XVIe siècle. Elle fut restaurée aux XIXe et XXe siècles. Elle possède quelques pièces intéressantes, telles une cuve baptismale du XIIe siècle, un retable polychrome représentant une "mise au tombeau" du XVIe siècle.

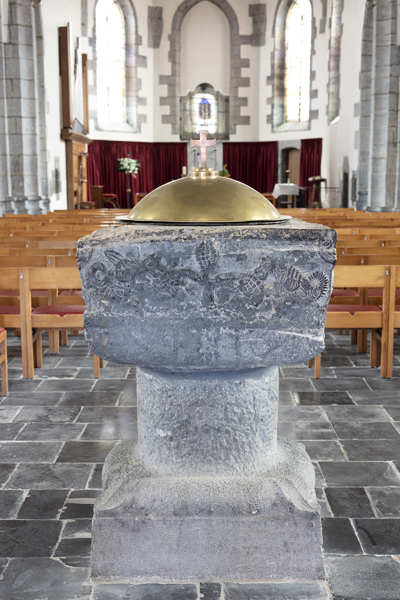
Église Saint-Aubin, cuve baptismale
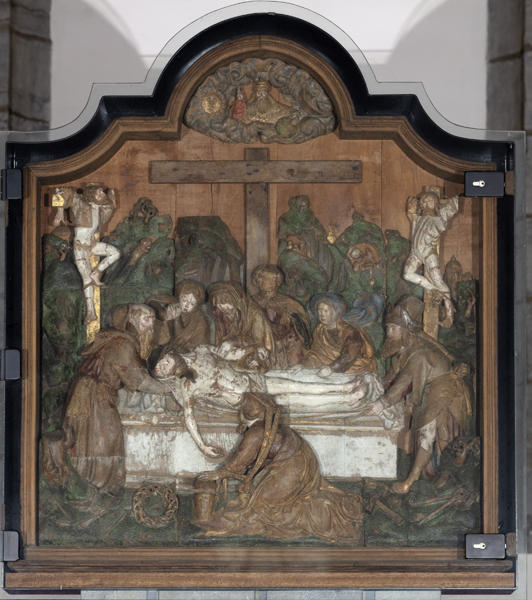
Église Saint-Aubin, retable polychrome
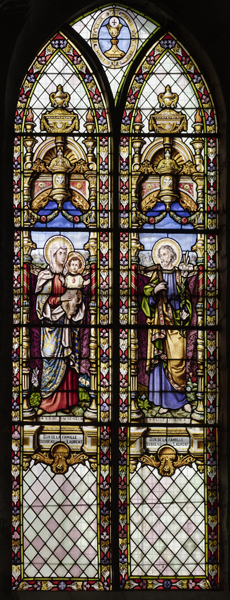
Église Saint-Aubin, vitrail

#### Maison communale
L'ancienne maison communale de Blaugies, bâtisse en double corps de style néo-classique, fut construite en 1821, comme l'indiquent les chiffres inscrits en creux sous la corniche. Destinée à accueillir tous les services administratifs de la petite localité, elle abrita dès 1822 et durant une période assez brève, une école. Le receveur communal, trésorier de la fabrique d'Église et clerc laïque, Théodore Augustin Abrassart, y fut instituteur jusqu'en 1854.
En 1976, à la fusion des communes, le bâtiment perd sa vocation de maison communale.
Entre 1976 et 1981, une petite station de radio régionale, Radio Cocars choisit de s'y installer. Les studios se trouvaient à l'étage et les émissions étaient animées par des bénévoles.
En 1992, les ondes se sont tues mais le café est resté, et les locaux ont été aménagés pour servir de local et de vestiaire au club de balle pelote "Blaugies Salon".
Le bâtiment a été rénové, il accueille la "maison des associations" de l'entité. Les quatre façades sont restées puisque l'édifice a été classé par la Région wallonne le 23/09/1991. L'intérieur a été aménagé pour faire place à différentes salles. La restauration aura permis de reconstituer à l'identique le clocheton qui sonnait le tocsin en cas d'incendie et qui avait disparu depuis la fusion.

### Culture

#### Gastronomie
Spécialités de Blaugies : les galettes feuilletées, la Moneuse (bière artisanale).

## Économie
L'activité principale de Blaugies resta essentiellement contrée sur l'agriculture. Le village renfermait une alternance de cultures et de vergers et, à l'est, le bois de Blaugies, prolongement méridional de la forêt de Colfontaine. Au XIXe siècle, on y trouvait comme industries une sucrerie et une brasserie qui devaient disparaître dans la première moitié du XXe siècle.

## Personnalités
- Marius Carion (1898-1949) : artiste peintre et aquarelliste né à Blaugies.
- Georges Berte : Dernier bourgmestre de Blaugies avant la fusion des communes.